# Rachel Dawes
Rachel Dawes es un personaje de ficción que apareció por primera vez en la película Batman Begins de Christopher Nolan. Fue interpretada por Katie Holmes y por Emma Lockhart como niña en los flashbacks. Katie Holmes también dio su voz a Rachel Dawes en el videojuego Batman Begins. Fue reemplazada por Maggie Gyllenhaal en la secuela The Dark Knight. Gyllenhaal también apareció como Dawes en el sitio web de marketing viral I Believe in Harvey Dent, dando a Harvey Dent su respaldo en la elección del Fiscal de Distrito.
En la Trilogía, Rachel es la novia de la infancia de Bruce Wayne (Christian Bale) y una de las pocas personas que realmente lo conoce. El conflicto entre el amor de Bruce por ella y su vida secreta como Batman es uno de los temas principales de las dos primeras películas de la trilogía, mientras que su muerte en The Dark Knight motiva en parte sus acciones en la película final, The Dark Knight Rises.

## Desarrollo
Los escritores de Batman Begins originalmente consideraron que Harvey Dent apareciera en la película, pero el personaje de Rachel Dawes se creó cuando se dieron cuenta de que "no podían hacerle justicia al personaje".  Dent finalmente apareció en la secuela The Dark Knight, interpretado por Aaron Eckhart.
Katie Holmes iba a volver a interpretar a Rachel en The Dark Knight, pero lo rechazó para protagonizar Mad Money. Antes de que Maggie Gyllenhaal fuera elegida, se consideró que Emily Blunt y Rachel McAdams reemplazarían a Holmes como Rachel. Gyllenhaal ha reconocido que Rachel es una damisela en apuros hasta cierto punto, pero dice que Nolan buscó formas de empoderar al personaje, por lo que "Rachel tiene muy claro lo que es importante para ella y no está dispuesta a comprometer su moral, lo que supuso un cambio agradable" de los muchos personajes en conflicto que ha interpretado anteriormente.

## Biografía del personaje

### Batman Begins
Rachel es la amiga de la infancia más cercana a Bruce Wayne. Su madre trabajó como empleada doméstica en la mansión Wayne y los dos jugaban a menudo en su terreno. Después del asesinato de los padres de Bruce a manos de Joe Chill, la madre de Rachel busca otro empleo y deja la mansión Wayne con Rachel.
Rachel se matricula en la facultad de derecho y obtiene una pasantía en la oficina del fiscal de distrito de Gotham City durante su primer año. Tras el asesinato de Chill por testificar contra el jefe de la mafia Carmine Falcone y tras de una discusión con Bruce, lo lleva a los barrios bajos y le muestra que el imperio criminal de Falcone se aprovecha de la pobreza creada por la depresión económica y que cada vez más personas como Joe Chill recurren al crimen en la desesperación. Bruce le revela que tenía intención de matar él mismo a Joe Chill, por lo que Rachel le abofetea y le dice que su padre se avergonzaría de él. Poco después, Bruce abandona Estados Unidos sin dejar rastro y se le da por muerto. 
Años más tarde, tras terminar sus estudios en el colegio de abogados, Rachel se hace Ayudante del Fiscal de Distrito, Carl Finch; dedica su carrera a eliminar el crimen en Gotham City, convirtiéndose en enemiga de Carmine Falcone y luego del Dr. Jonathan Crane, jefe de psiquiatría de Arkham Asylum. Falcone finalmente envía dos matones a matarla, pero es rescatada por Batman. Por la misma época, Bruce vuelve a Gotham. Rachel se sorprende de que no contacte con ella y luego se siente decepcionada por Bruce, creyendo que su fachada playboy es su verdadera cara.  
Después de que Finch es asesinado por los matones de Crane, Rachel se hace cargo de su trabajo hasta que se encuentre un reemplazo. Poco después, Falcone tiene un brote psicótico bajo custodia policial y Rachel cree que está fingiendo para evitar el juicio, sin saber que Crane lo drogó con su toxina del miedo. Cuando va a Arkham para evaluar la situación, Crane la droga con su toxina del miedo en Arkham Asylum, Batman la rescata nuevamente y tras huir de la policía logra administrarle el antídoto a tiempo para salvarla. Le dice que Crane está trabajando con la Liga de las Sombras, una organización terrorista liderada por Ra's al Ghul (Liam Neeson). Él le da instrucciones sobre un plan para salvar la ciudad del ataque de la Liga. Cuando despierta, le entrega dos muestras del antídoto para que se las entregue al sargento James Gordon de la policía de Gotham: una para que se administre él mismo y otra para producir en masa, tras lo cual la seda. Su mayordomo Alfred Pennyworth la lleva de regreso a su casa. Cuando se despierta en su cama, recuerda las instrucciones de Batman inmediatamente y le entrega las dos muestras del antídoto al sargento Gordon, aliado de Batman.
La Liga comienza un motín en uno de los barrios de Gotham City y Rachel queda atrapada en él. Crane, que ha asumido su “alter ego” de “El espantapájaros” la ataca nuevamente. Ella se defiende a sí misma y a un niño (al que días antes Batman regaló una de sus herramientas al encontrarse con él), disparando con una pistola eléctrica al rostro de Crane, quien retrocede. Pronto, la ciudad es invadida por los presos de Arkham que la Liga ha dejado escapar. Rachel y el niño se ven rodeados de locos dirigidos por los secuaces de Falcone, como Victor Zsasz. Batman los salva en el último momento y le da a Rachel una pista sobre su identidad secreta. Mientras ella se da cuenta de su verdadera identidad, él se va a salvar al resto de ciudadanos inocentes y a derrotar a Ra’s en la batalla.
Hacia el final de la película, Rachel visita los restos de la Mansión Wayne, encontrando a Bruce y Alfred revisando los restos. Ella y Bruce se besan, pero luego le dice que no pueden estar juntos hasta que Gotham ya no necesite de Batman.

### The Dark Knight
En la película The Dark Knight Rachel Dawes es interpretada por Maggie Gyllenhaal. 
Al principio, Rachel se encuentra manteniendo una relación con el recientemente electo Fiscal de Distrito Harvey Dent, provocando un conflicto entre él, ella misma y Bruce Wayne. Dent pronto le pide que se case con él, pero ella no tiene una respuesta clara, ya que se debate entre su amor por los dos hombres.
En un momento dado, el Joker se enfrenta a Rachel en la recaudación de fondos en apoyo a Dent, sosteniéndola a punta de cuchillo. Batman llega y reduce a los hombres del Joker, quien agarra a Rachel y la tira desde la ventana del rascacielos. Batman salta detrás de ella sin dudarlo, rompiendo en su caída un coche estacionado.
Rachel se encuentra luego en el funeral del comisario Gillian Loeb, asesinado por el Joker, quien haciéndose pasar por un guardia de honor de la policía dispara contra el alcalde, pero Gordon se interpone en la línea de fuego. Uno de los secuaces del Joker es rápidamente capturado y al ver en su camisa una etiqueta con el nombre de Rachel, Dent se enfurece y luego de trasladarlo a otro lugar amenaza con matarlo, pero Batman interviene.
Rachel se refugia entonces en el ático de Bruce ante la insistencia de Dent. Allí ella y Bruce reavivan brevemente su romance. Él admite que va a entregarse para que el Joker no siga matando inocentes y le pregunta si era en serio que estarían juntos cuando dejara de ser Batman, a lo cual Rachel responde afirmativamente, pero le dice que si se entrega no podrán estar juntos.
Luego Rachel le entrega una carta abierta a Alfred Pennyworth, pidiéndole que se la entregue a Bruce cuando sea el momento.
Luego de que el Joker es detenido por Batman y el sargento Gordon, Rachel y Dent son secuestrados por policías corruptos que trabajaban para el mafioso Maroni. Batman interroga al Joker y descubre que mantiene a Rachel y a Dent en dos lugares distintos. El Joker le da entonces la dirección de ambos sitios, pero las intercambia para provocar el derrumbamiento de Dent. Tanto Rachel como Dent se encuentran rodeados de explosivos y comunicados entre ellos por teléfono. De esa forma Rachel le dice que acepta su propuesta de casarse con él. Batman llega a tiempo a la posición de Dent (pensando que era la de Rachel) para salvarlo, pero Gordon llega tarde al otro sitio y Rachel muere en la explosión. 
La pérdida de Rachel, además de su propia desfiguración, vuelve loco a Dent y, después de que el Joker convence, se convierte en el justiciero asesino Dos Caras, que busca vengarse de aquellos a los que considera responsables de su muerte.
En la nota escrita para Bruce que le entregó a Alfred antes de ser secuestrada, le revela que ha elegido a Dent porque lo ama y quiere casarse con él, ya que sabe que Bruce nunca podrá dejar de ser Batman, según ella puede que llegase el día en que Gotham no necesitase a Batman pero no el día en que Bruce no necesitase a Batman. Le dice que solo lo puede amar como un amigo y que no pierda su fe en las personas. Alfred está a punto de dar la nota a Bruce tras su muerte, pero al oírle decir que su único consuelo es que Rachel le habría esperado, decide prender fuego la nota, decidiendo que a veces es mejor que la gente tenga su fe reconfortante en lugar de la verdad.

### The Dark Knight Rises
Rachel es brevemente mencionada en varias ocasiones en el transcurso de la película. Bruce, habiéndose retirado de ser Batman después de asumir la culpa de los crímenes de Dent para asegurarse de que sea recordado como un héroe, se retrata todavía de luto por Rachel ocho años después de su muerte, rara vez abandona su mansión y no intenta entablar relaciones por temor a no hacerlo. siendo fiel a Rachel. A pesar de estar abatido por su pérdida, Bruce conoce y atrae a dos mujeres que se parecen a Rachel: la directora ejecutiva de Wayne Enterprises, Miranda Tate y la ladrona Selina Kyle. Cuando el mercenario Bane ataca Gotham, Bruce decide convertirse en Batman una vez más para salvar la ciudad. En un intento por detenerlo, Alfred le confiesa a Bruce la existencia de la carta que había quemado para ahorrarle el dolor de saber que ella había elegido a Dent y no a él. Esta revelación pone una tensión severa en la relación de Bruce con Alfred, quien luego deja la mansión. A pesar de esto, Bruce se esfuerza por alejarse de Rachel cuando él y Tate pasan la noche juntos, pero se le rompe el corazón una vez más cuando se revela que ella es la hija de Ra's al Ghul, Talia al Ghul, quien manipuló sus emociones para vengar la muerte de su padre. Bruce también comparte una relación coqueta con Kyle a lo largo de la película que se convierte en amor. Al final de la película, Bruce y Selina, que fingieron su muerte para dejar Gotham, comenzaron una relación, y Bruce pasó su legado como protector de Gotham al policía John Blake, lo que también demuestra que Rachel está equivocada en su creencia que no dejaría de ser Batman.